# Carex bilateralis
Carex bilateralis är en halvgräsart som beskrevs av Bunzo Hayata. Carex bilateralis ingår i släktet starrar, och familjen halvgräs. Inga underarter finns listade i Catalogue of Life.